# Europese kampioenschappen tafeltennis 2015
De Europese kampioenschappen tafeltennis 2015 werden gehouden in Jekaterinaburg (Rusland) van 25 september t/m 4 oktober 2015.
Op het tafeltennistoernooi stonden zes onderdelen op het programma:
- Enkelspel mannen. Regerend kampioen was  Dimitrij Ovtcharov.
- Enkelspel vrouwen. Regerend kampioen was  Li Fen.
- Dubbelspel mannen. Regerend kampioenen waren  Tan Ruiwu en  Wang Zengyi.
- Dubbelspel vrouwen. Regerend kampioenen waren  Petrissa Solja en  Sabine Winter.
- Landenteams mannen. Regerend kampioen was  Portugal.
- Landenteams vrouwen. Regerend kampioen was  Duitsland.

Er werd geen gemengddubbel gespeeld deze editie.

## Medaillewinnaars
| Onderdeel     | Goud                                                                      | Zilver                                                                                  | Brons |
| Enkelspel (m) | Dimitrij Ovtcharov                                                        | Marcos Freitas                                                                          | Pär Gerell Tiago Apolónia |
| Enkelspel (v) | Elizabeta Samara                                                          | Li Jie                                                                                  | Polina Michajlova Yu Fu |
| Dubbel (m)    | João Monteiro Stefan Fegerl                                               | Daniel Habesohn Robert Gardos                                                           | Aleksandr Sjibajev Kirill Skatsjkov Kristian Karlsson Mattias Karlsson |
| Dubbel (v)    | Melek Hu Shen Yanfei                                                      | Elizabeta Samara Georgina Póta                                                          | Han Ying Irene Ivancan Li Jie Li Qian |
| Team (m)      | Oostenrijk Chen Weixing Stefan Fegerl Robert Gardos Daniel Habesohn       | Duitsland Patrick Baum Ruwen Filus Patrick Franziska Dimitrij Ovtcharov Ricardo Walther | Frankrijk Tristan Flore Simon Gauzy Antoine Hachard Emmanuel Lebesson Stéphane Ouaiche Wit-Rusland Aliaksandr Khanin Pavel Platonov Vladimir Samsonov Gleb Shamruk Jevgeni Stjetenin |
| Team (v)      | Duitsland Han Ying Irene Ivancan Shan Xiaona Petrissa Solja Sabine Winter | Roemenië Daniela Monteiro-Dodean Elizabeta Samara Bernadette Szőcs                      | Oekraïne Tetjana Bilenko Hanna Haponova Margaryta Pesotska Rusland Polina Michajlova Jana Noskova Anna Tichomirova                                                                   |

## Medaillespiegel
Dubbelparen uit verschillende landen gelden ieder als 0,5.
| Plaats | Land        | Goud | Zilver | Brons | Totaal |
| 1      | Duitsland   | 2    | 1      | 1     | 4      |
| 2      | Oostenrijk  | 1,5  | 1      | 0     | 2,5    |
| 3      | Roemenië    | 1    | 1,5    | 0     | 2,5    |
| 4      | Portugal    | 0,5  | 1      | 2     | 3,5    |
| 5      | Turkije     | 0,5  | 0      | 0     | 0,5    |
| 5      | Spanje      | 0,5  | 0      | 0     | 0,5    |
| 7      | Nederland   | 0    | 1      | 0,5   | 1,5    |
| 8      | Hongarije   | 0    | 0,5    | 0     | 0,5    |
| 9      | Rusland     | 0    | 0      | 3     | 3      |
| 10     | Zweden      | 0    | 0      | 2     | 2      |
| 11     | Frankrijk   | 0    | 0      | 1     | 1      |
| 11     | Oekraïne    | 0    | 0      | 1     | 1      |
| 11     | Wit-Rusland | 0    | 0      | 1     | 1      |
| 14     | Polen       | 0    | 0      | 0,5   | 0,5    |
| Totaal | Totaal      | 6    | 6      | 12    | 24     |